# Cheviot
Cheviot är ett ylletyg som ursprungligen tillverkades i Skottland av ull från cheviotfår. Senare har även crossbredull använts.
Cheviot vävs i kypert och diagonalmönstret är ofta framträdande. Det är slitstarkt, men kan vid nötning få en blank yta. Cheviot tillverkas i olika tjocklekar för olika ändamål. Traditionellt är de kraftigare kvaliteterna av tyget ofta svarta eller marinblå, men alla färger förekommer. Cheviot kan tillverkas av såväl kamgarn som kardgarn med olika resultat.
Cheviot påminner om serge.